# Португал
Португал (польс. portugał) — золота монета вартістю 10 дукатів, яку карбували в XVI—XVII ст. в Німеччині, Данії, Польщі, Трансильванському князівстві та інших країнах. Назва «португал» поширювалася також на золоті монети номіналом 5, 10, 20, 50, 100 дукатів. Згодом португал утратив своє грошове значення, його почали використовувати монархи як нагороду або дарунок. Португали виготовляли на високому художньому рівні і є пам'ятками медальєрного мистецтва. Португали закордонного і власного карбування були відомі також у Московії. Наприклад, після «приєдання» України цар Олексій Михайлович (1645—76) подарував гетьману Б. Хмельницькому португал вартістю 10 дукатів (масою близько 34 г золота).